# Spilomelinae
Die Spilomelinae sind eine große Unterfamilie der Crambidae aus der Ordnung der Schmetterlinge. Weltweit sind bisher über 4.100 Arten in 340 Gattungen beschrieben worden.

## Merkmale
Die Spilomelinae sind durch eine Reihe von Reduktionsmerkmalen charakterisiert. Die Monophylie ist bisher nicht nachgewiesen. Eine mehrfach unabhängige Reduktion der Merkmale scheint möglich.

## Systematik
Die Spilomelinae sind in Europa mit 101 Arten in 30 Gattungen vertreten. In Mitteleuropa wurden bisher ca. 30 Arten in 13 Gattungen nachgewiesen.

### In Europa nachgewiesene Spilomelinae
- Agrotera nemoralis (Scopoli, 1763)

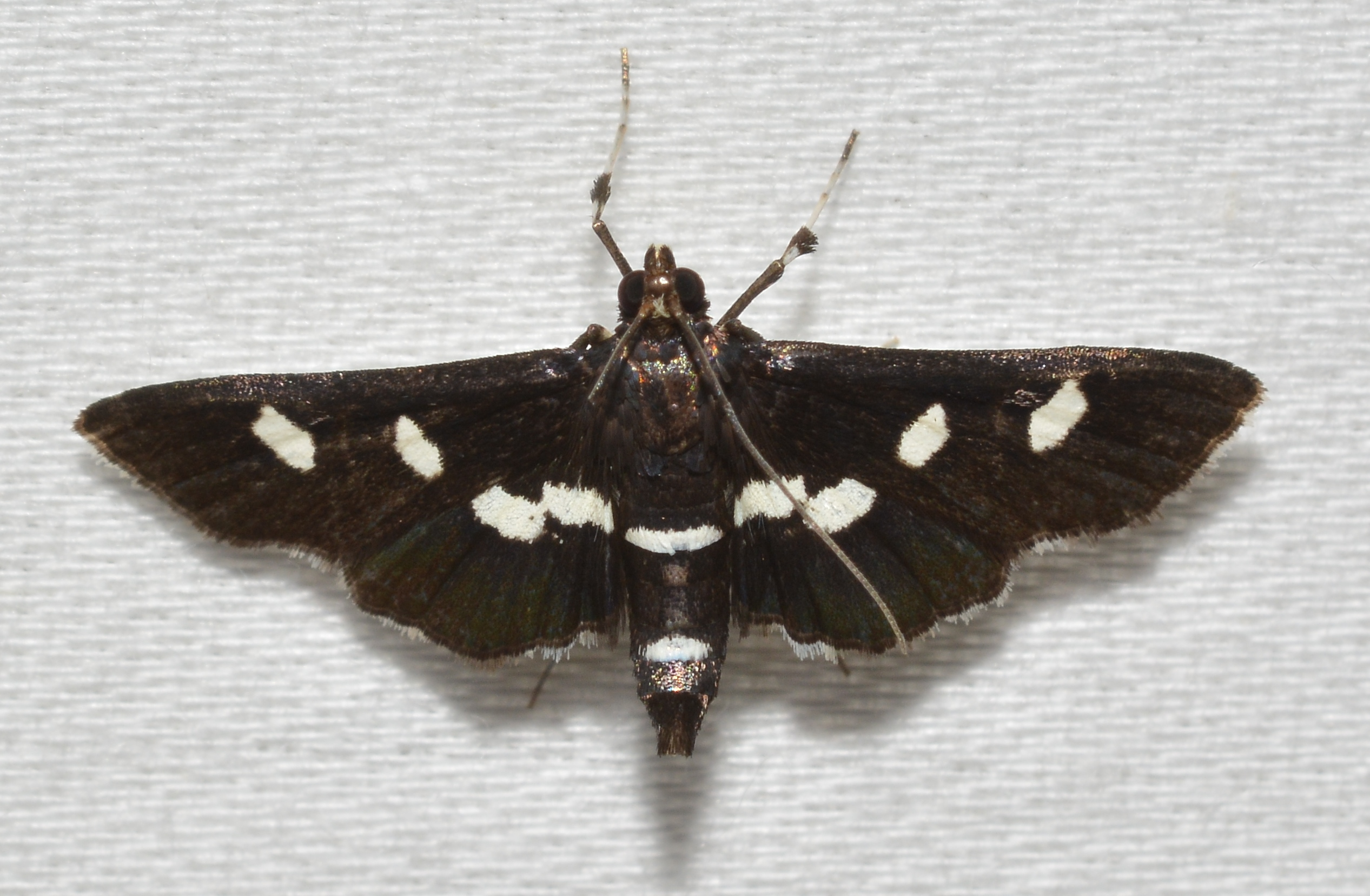
Desmia funeralis

- Antigastra catalaunalis (Duponchel, 1833)
- Arnia nervosalis Guenée, 1849
- Bocchoris inspersalis (Zeller, 1852)
- Botyodes diniasalis (Walker, 1859)
- Conogethes punctiferalis (Guenée, 1854)
- Buchsbaumzünsler (Cydalima perspectalis (Walker, 1859))
- Desmia funeralis (Hübner, 1796)
- Diaphania indica (Saunders, 1851)
- Diasemia accalis (Walker, 1859)
- Diasemia reticularis (Linnaeus, 1761)
- Diasemiopsis ramburialis (Duponchel, 1833)
- Dolicharthria aetnaealis (Duponchel, 1833)
- Dolicharthria bruguieralis (Duponchel, 1833)
- Dolicharthria daralis (Chrétien, 1911)
- Dolicharthria metasialis (Rebel, 1916)
- Dolicharthria punctalis (Denis & Schiffermüller, 1775)
- Dolicharthria stigmosalis (Herrich-Schäffer, 1848)
- Duponchelia fovealis Zeller, 1847
- Herpetogramma basalis (Walker, 1866)
- Herpetogramma bipunctalis (Fabricius, 1794)
- Herpetogramma licarsisalis (Walker, 1859)
- Hodebertia testalis (Fabricius, 1794)
- Hydriris ornatalis (Duponchel, 1832)
- Hymenia perspectalis (Hübner, 1196)
- Leucinodes laisalis (Walker, 1859)
- Leucinodes orbonalis Guenée, 1854
- Maruca vitrata (Fabricius, 1787)
- Mecyna asinalis (Hübner, 1819)
- Mecyna auralis (Peyerimhoff, 1872)
- Mecyna balcanica Slamka & Plant, 2016
- Mecyna biternalis (Mann, 1862)
- Mecyna flavalis (Denis & Schiffermüller, 1775)
- Mecyna lutealis (Duponchel, 1833)
- Mecyna marcidalis (Fuchs, 1879)
- Mecyna subsequalis (Herrich-Schäffer, 1851)
- Mecyna trinalis (Denis & Schiffermüller, 1775)
- Metasia albicostalis (Hampson, 1900)
- Metasia carnealis (Treitschke, 1829)
- Metasia corsicalis (Duponchel, 1833)
- Metasia cuencalis Ragonot, 1894
- Metasia cyrnealis Schawerda, 1926
- Metasia gigantalis Staudinger, 1871
- Metasia hymenalis Guenée, 1854
- Metasia ibericalis Ragonot, 1894
- Metasia octogenalis Lederer, 1863
- Metasia ophialis (Treitschke, 1829)
- Metasia parvalis Caradja, 1916
- Metasia rosealis Ragonot, 1895
- Metasia suppandalis (Hübner, 1823)
- Neoleucinodes elegantalis (Guenée, 1854)
- Nomophila nearctica Munroe, 1973
- Wanderzünsler (Nomophila noctuella (Denis & Schiffermüller, 1775))
- Palpita vitrealis (Rossi, 1794)
- Patania balteata (Fabricius, 1798)
- Nesselzünsler (Patania ruralis (Scopoli, 1763))
- Spoladea recurvalis (Fabricius, 1775)
- Syllepte vagans (Tutt, 1890)
- Synclera bleusei Oberthür, 1887
- Synclera traducalis (Zeller, 1852)
- Udea accolalis (Zeller, 1867)
- Udea alaskalis (Gibson, 1820)
- Udea alpinalis (Denis & Schiffermüller, 1775)
- Udea austriacalis (Herrich-Schäffer, 1851)
- Udea azorensis Meyer, Nuss & Speidel, 1997
- Udea bipunctalis (Duponchel, 1832)
- Udea bourgognealis Leraut, 1996
- Udea carniolica Huemer & Tarmann, 1989
- Udea confinalis (Lederer, 1858)
- Udea costalis (Eversmann, 1852)
- Udea cretacea (Filipjev, 1925)
- Udea cyanalis (La Harpe, 1855)
- Udea decrepitalis (Herrich-Schäffer, 1849)
- Udea donzelalis (Guenée, 1854)
- Udea elutalis (Denis & Schiffermüller, 1775)
- Udea exalbalis (Caradja, 1916)
- Udea ferrugalis (Hübner, 1796)
- Udea fimbriatralis (Duponchel, 1833)
- Udea fulvalis (Hübner, 1809)
- Udea hamalis (Thunberg, 1788)
- Udea inquinatalis (Lienig & Zeller, 1846)
- Udea institalis (Hübner, 1820)
- Udea languidalis (Eversmann, 1842)
- Udea lerautalis Tautel, 2014
- Udea lutealis (Hübner, 1809)
- Udea maderensis (Bethune-Baker, 1894)
- Udea murinalis (Fischer von Röslerstamm, 1834)
- Udea nebulalis (Hübner, 1796)
- Udea nordmani (Rebel, 1935)
- Udea numeralis (Hübner, 1796)
- Udea olivalis (Denis & Schiffermüller, 1775)
- Udea prunalis (Denis & Schiffermüller, 1775)
- Udea rhododendronalis (Duponchel, 1834)
- Udea rubigalis (Guenée, 1854)
- Udea ruckdescheli Mally, Segerer & Nuss, 2016
- Udea scorialis (Zeller, 1847)
- Udea simplicella (La Harpe, 1861)
- Udea uliginosalis (Stephens, 1834)
- Udea uralica Slamka, 2013
- Udea zernyi (Klima in Zerny, 1940)
- Zebronia phenice (Stoll in Cramer & Stoll, 1782)

### Außereuropäisch nachgewiesene Spilomelinae
- Bacotoma Moore, 1885